# Парашутний провулок (Житомир)
Парашутний провулок - провулок у Корольовському районі міста Житомира. Знаходиться на Путятинці.
Розпочинається провулок за будинком № 15 по вул. Довженка, перетинається з 2-м Госпітальним провулком і закінчується тупиком на сході від нього. Довжина - 150 м.

## Історія
До другої половини XX сторіччя топографічна ситуація в районі Парашутного провулку була карданально іншою. На місці нинішнього Парашутного провулку проходила північно-східна межа Путятинського майдану, який був значно більшим.  Провулок відокремився від майдану Путятинського наприкінці 1950-х років. Тоді ж сформувалася садибна забудова провулка. Адресувалися новозбудовані садиби довгий час до 3-го Госпітального провулку. У 1996 році, внаслідок прийняття рішень міською радою щодо впорядкування топонімічних об’єктів міста, провулок було названо Парашутним. Назва пояснюється тим, що у 1950-х роках у цьому місці знаходилася тренувальна парашутна вежа.